# GAZ Vodnik
GAZ Vodnik (in russo Водник), chiamato nella versione stradale GAZ-3937 e nella sua versione modificata GAZ-39371, è un veicolo militare multiuso russo ad alta mobilità prodotto dalla GAZ. È una derivato dal GAZ-2330 "Tigr" civile. Il suo nome deriva dal russo "водник" (che significa "persona impiegata nel trasporto dell'acqua"), ma è anche usato per riferirsi ad una persona o ad un oggetto che si riferisce semplicemente all'acqua. Una traduzione migliore sarebbe il portatore d'acqua come nel segno astrologico dell'Acquario.
Il Vodnik  è stato adottato dalle forze armate russe.